# ساجد خان
ساجد خان (بالهندية: साजिद खान؛ بالإنجليزية: Sajid Khan) هو كاتب سيناريو وممثل هندي، ولد في 28 ديسمبر 1951 في مومباي في الهند.

## أعمال

### أفلام
- (1957) أمنا الهند

## وصلات خارجية
- ساجد خان على موقع IMDb (الإنجليزية)
- ساجد خان على موقع ميوزك برينز (الإنجليزية)
- ساجد خان على موقع أول موفي (الإنجليزية)
- ساجد خان على موقع أول موفي (الإنجليزية)
- ساجد خان على موقع قاعدة بيانات الأفلام السويدية (السويدية)
- ساجد خان على موقع قاعدة بيانات الفيلم (الإنجليزية)
- ساجد خان على موقع كينوبويسك (الروسية)